# Dominic Janes
Dominic Roque Janes Centorbi (* 11. Februar 1994 in Tucson, Arizona) ist ein US-amerikanischer Filmschauspieler.

## Leben
Nach seinem Filmdebüt in dem 2005 produzierten Drama Instant Dads wirkte Janes in einer Episode von Crossing Jordan mit, ehe sein Durchbruch erfolgte.
Da Oliver Davis seine Rolle des Alex Taggart in Emergency Room – Die Notaufnahme nicht mehr wahrnehmen konnte, wurde Ersatz gesucht. Man fand ihn in Dominic Janes, der die Rolle in der 12., 13. und 15. Staffel der Krankenhausserie in insgesamt 22 Episoden verkörperte. Janes verkörpert in der Fernsehserie Dexter die Hauptfigur Dexter Morgan als Kind.
Im Jahr 2007 spielte er in dem Film Born to be Wild – Saumäßig unterwegs mit.

## Filmografie (Auswahl)
- 2005: Instant Dads
- 2005: Crossing Jordan – Pathologin mit Profil (Crossing Jordan, Fernsehserie, Folge 5x05 Enlightenment)
- 2005–2009: Emergency Room – Die Notaufnahme (ER, Fernsehserie, 22 Folgen)
- 2006: Re–Animated (Fernsehfilm)
- 2006–2007: Dexter (Fernsehserie, 5 Folgen)
- 2007: Born to be Wild – Saumäßig unterwegs (Wild Hogs)
- 2007–2008: Out of Jimmy’s Head (Fernsehserie, 20 Folgen)
- 2008: Wolverine and the X–Men (Fernsehserie, 2 Folgen, Stimme für Sammy Paré/Squidboy)